# Crassula longipes
Crassula longipes är en fetbladsväxtart som först beskrevs av Joseph Nelson Rose, och fick sitt nu gällande namn av M. Bywater och G.E. Wickens. Crassula longipes ingår i släktet krassulor, och familjen fetbladsväxter. Inga underarter finns listade i Catalogue of Life.